# Arte Culture
 (juillet 2025).
Si vous disposez d'ouvrages ou d'articles de référence ou si vous connaissez des sites web de qualité traitant du thème abordé ici, merci de compléter l'article en donnant les références utiles à sa vérifiabilité et en les liant à la section « Notes et références ».
Arte Culture (anciennement Journal de la culture) est une émission culturelle diffusée sur Arte.
Elle est présentée en alternance par Marie Labory, Annette Gerlach et Gustav Hofer.